# Cleopatra Selene 2.
Cleopatra Selene 2. oldgræsk: Κλεοπάτρα Σελήνη (40 f.Kr. – 6 e.Kr.), somme tider refereret som Kleopatra VIII. Hun var datter af Kleopatra VII og Marcus Antonius.
Omkring år 26 f.Kr. giftede hun sig med Juba II af Numidien, og som bryllupsgave gav Cæsar Augustus Kleopatra Selene titlen og rettigheder som dronning af Mauretanien. Parret regerede som konge og dronning af Numidien indtil den politiske situation blev for vanskelig for dem og de flyttede til Mauretanien.
Børn af Cleopatra og Juba var:
- Ptolemaios af Mauretanien født i 10 f.Kr.[1]
- En datter af Cleopatra og Juba, hvis navn ikke er blevet registreret, er nævnt i en inskription. Det er blevet foreslået, at Drusilla af Mauretanien var en datter, men hun kan have været et barnebarn i stedet. Drusilla er beskrevet som et barnebarn af Antonius og Cleopatra, og kan have været en datter af Ptolemaios af Mauretanien.[1]
- Zenobia af Palmyra, Dronning af Syrien, hævdede afstamning fra Cleopatra, selv om dette er usandsynligt.[2]